# The Last Five Years
The Last Five Years is een tweepersoonsmusical over Jamie en Cathy en hun vijfjarige huwelijk, geschreven door Jason Robert Brown. Al in de eerste vijf minuten wordt duidelijk dat dit liefdesverhaal geen happy end heeft. Jamie vertelt het verhaal van hun relatie in chronologische volgorde (van begin tot eind). Cathy daarentegen gaat van het einde terug naar het begin. De tweede verhalen kruisen op de bruiloft, het enige moment waarop er rechtstreekse interactie is tussen de twee hoofdrolspelers.
In juni 2004 ging de eerste Nederlandse productie (als eerste niet-engelstalige versie ter wereld) in een in recensies bejubelde vertaling/bewerking van Florus van Rooijen in première waarin Jennifer van Brenk en Rob Pelzer de rollen van Eva en Robin vertolkten. In het theaterseizoen 2006-2007 maakte producent Zee van Cortez een eigen versie, met een vertaling van Allard Blom. Sanne werd gespeeld door Birgit Schuurman en Ara Halici nam de rol van Jona op zich.
In Vlaanderen ging de voorstelling van start in juni 2008, door producent Judas Theaterproducties in een aangepaste bewerking van Allard Blom. Ann Van den Broeck en Jan Schepens kropen hier in de huid van Sanne en Nathan. De productie kreeg in 2008 vier Vlaamse Musicalprijzen voor de beste musical, de twee hoofdrolspelers en de beste arrangementen.
In 2014 bracht het Amsterdamse M-Lab een bewerking, geregisseerd door Benno Hoogveld met in de hoofdrollen William Spaaij als Nathan en Michelle van de Ven als Sanne.
- Wereldpremière: 23 mei 2001 in Chicago
- Broadway-première: 3 maart 2002
- Nederlandse première (Rob Pelzer en Jennifer van Brenk): 30 juni 2004 in Amsterdam
- Nederlandse première (Ara Halici en Birgit Schuurman): 29 april 2007 in Eindhoven
- Vlaamse première (Jan Schepens en Ann Van den Broeck): 5 juni 2008 in Antwerpen
- Nederlandse première (William Spaaij en Michelle van de Ven): 30 oktober 2014 Amsterdam

## Songlist
|    | Engelstalige versie                               | Eerste Nederlandstalige versie (04)                       | Nederlandstalige versie (06-07)                                  | Vlaamstalige versie (08)                                         |
| -- | ------------------------------------------------- | --------------------------------------------------------- | ---------------------------------------------------------------- | ---------------------------------------------------------------- |
| 1  | Still Hurting                                     | Ik blijf achter                                           | Ik blijf achter                                                  | Ik blijf achter                                                  |
| 2  | Shiksa Goddess                                    | Shiksa Muze                                               | Shiksa Schone                                                    | Shiksa Schone                                                    |
| 3  | See I'm Smiling                                   | Kijk, ik glimlach                                         | Ik glimlach                                                      | Ik glimlach                                                      |
| 4  | Moving Too Fast                                   | Het gaat (iets te) goed met me                            | Een beetje te snel                                               | Een beetje te snel                                               |
| 5  | I'm A Part Of That                                | Daar hoor ik dan bij                                      | Een deel daarvan                                                 | Een deel daarvan                                                 |
| 6  | The Schmuel Song                                  | Het lied van Schmuel                                      | Het lied van Schmuel                                             | Het lied van Schmuel                                             |
| 7  | A Summer in Ohio                                  | Een zomerlang in Hamburg                                  | Een zomer bij de Belgen                                          | Een zomer in Kaatsheuvel                                         |
| 8  | The Next Ten Minutes                              | Voor tien minuten                                         | Tien minuten                                                     | Tien minuten                                                     |
| 9  | A Miracle Would Happen / When You Come Home To Me | Hopen op een wonder / 'Wenn du nach Hause kommst'         | Als ik het zeggen moet / Als ik je weer zal zien                 | Als ik het zeggen moet / Als ik je weer zal zien                 |
| 10 | Climbing Uphill                                   | Ik zit in de lift                                         | Ik werk me omhoog                                                | Ik werk me omhoog                                                |
| 11 | If I Didn't Believe In You                        | Als ik jou niet geweldig vond                             | Als ik niet het vertrouwen had                                   | Als ik niet het vertrouwen had                                   |
| 12 | I Can Do Better Than That                         | Zo wil ik het dus niet                                    | Alles wordt beter dan dat                                        | Alles wordt beter dan dat                                        |
| 13 | Nobody Needs To Know                              | Niemand die hiervan weet                                  | Wat niet weet, niet deert                                        | Wat niet weet, niet deert                                        |
| 14 | Goodbye Until Tomorrow / I Could Never Rescue You | Dag, misschien tot morgen / Ik kan niet jouw redding zijn | Tot ziens, misschien tot morgen / Dat ik je nooit beschermen kon | Tot ziens, misschien tot morgen / Dat ik je nooit beschermen kon |